# 1966 en hockey sur glace
Cette page présente les éléments de hockey sur glace de l'année 1966, que ce soit d'un point de vue rencontres internationales ou championnats nationaux. Les grandes dates des différentes compétitions sont données ainsi que les décès de personnalités du hockey mondial.

## Europe

### Compétitions internationales

#### Coupe d'Europe
- 18 mars : le ZKL Brno (aujourd'hui HC Kometa Brno) remporte la première édition Coupe d'Europe[1].

## International

### Championnats du monde
- 3 mars  : début du 33e championnat du monde, organisé en Yougoslavie dans les villes de Ljubljana (groupe A), Zagreb (groupe B) et Jesenice (groupe C).
- 12 mars : la RFA remporte le groupe B et l'Italie le groupe C
- 13 mars : au cours de la dernière journée, les 2 équipes encore invaincues se rencontrent : l'URSS et la Tchécoslovaquie. Les soviétiques remportent leur match 7 à 1 et empochent une 4e médaille d'or consécutive[2].

## Autres Évènements

### Fondations de club
- Fondation du SKA Khabarovsk (Russie) qui deviendra Amour Khabarovsk en 1996.

### Fins de carrière
- Doug Barkley.